# Todos Tus Muertos
Todos Tus Muertos (TTM) es un grupo de rock, punk y reggae de Argentina. La banda se formó en 1985 y publicaron un total de ocho álbumes. El grupo estaba integrado por Félix Gutiérrez en el bajo, Horacio Villafañe en guitarra (Gamexane), Cristian Ruiz en la batería y Fidel Nadal en la voz. Tanto Horacio como Félix habían formado parte de Los Laxantes, grupo pionero del movimiento punk que existía en forma “subterránea” en Buenos Aires por aquellas épocas.
En 2004, 3 de sus integrantes originales decidieron resucitar el grupo y hacer una gira de reunión, publicando un álbum en directo. Pablo Molina confirma la vuelta de Todos Tus muertos en 2015 a través de una entrevista y dejando en incógnita quién sería el reemplazante de Gamexane en guitarra. Su música mezcla rock, punk y reggae. Si bien inicialmente formaron parte de la movida punk, su estilo fue variando hacia los ritmos afrohispanoamericanos. Sus letras están muy influenciadas por el Movimiento Rastafari y la crítica social.
En 2016, luego de una ausencia de 5 años el grupo se reúne por sus 30 años de trayectoria, pero esta vez con Fidel Nadal, después de 16 años de su alejamiento.

## Origen del nombre
El nombre elegido para la banda surge de varias cosas; de la encíclica papal Totus tuus, de los 30.000 desaparecidos en la última dictadura militar que hubo en la Argentina a finales de los años 1970 encabezada por Jorge Rafael Videla, y de "la muerte en vida que sufre la juventud al tener todas las puertas cerradas", según palabras del propio Gamexane.

## Historia

### Inicios (1985-1993)
Alrededor de 1985, Jorge Serrano y Félix Gutiérrez deciden formar Todos Tus Muertos para lo cual reclutaron a Horacio Villafañe -conocido como Gamexane- y a un menor de edad Fidel Nadal. Tras la salida de Serrano -quien se incorporaría a Los Auténticos Decadentes- la formación queda con Félix Gutiérrez en el bajo, Horacio Villafañe (Gamexane) en guitarra (anteriormente integrantes de Los Laxantes), Cristian Ruiz en la batería y Fidel Nadal en la voz. Los integrantes comenzaron a tocar allá por 1985, formando parte de una nueva movida musical que comenzaba a gestarse en torno a bandas como Cadáveres de niños, Masacre Palestina, Sentimiento Incontrolable y Attaque 77 entre otras. Si bien la tendencia por aquel entonces se inclinaba hacia el punk rock, TTM no dejaba de lado otros ritmos, como el reggae y el hardcore bien crudo. En una entrevista hecha por la legendaria revista Pelo, Fidel diría que en los comienzos no tenían una idea definida sobre lo que podrían llegar a hacer. Todo fue surgiendo con el paso del tiempo. Es más, la idea no era tener una banda fija.
Lo primero en escucharse de ellos fue el sencillo demo «Noche agitada de cementerio», producido en 1986, presentaban en sus principios un sonido punk y luego fueron variando hacia el reggae pero siempre con letras sociales. Dos años más tarde, en 1988 comienza como mánager de TTM Poppy Manzanedo y realiza el primer contrato discográfico con la multinacional RCA, donde lanzaron su primer disco Todos Tus Muertos y les daría algunos éxitos necesarios para ser conocidos a mayor escala llevándolos de gira por otros países. Su tema más conocido de esta etapa fue "Gente Que No", tema que fuera escrito en la etapa de Jorge Serrano, con la autoría de toda la banda. Ese trabajo fue un tanto cuestionado en su momento, no por la calidad de las canciones, sino por el hecho de que fuera editado por la multinacional RCA ya que en aquel tiempo era raro que una banda punk debutara con un sello multinacional. El acabado final muestra un trabajo oscuro, de un rock extremo y sombrío (no en vano le dedican “su obra” a Edgar Allan Poe). En "Armas para la paz" (el único tema decididamente reggae) participa Sergio Rotman en el saxo, por aquel entonces integrante de una banda que estaba dando sus primeros pasos en la escena musical: Los Fabulosos Cadillacs. También lo hace en "Gente que no", "No más Apartheid" y "Más bajo que tu status", acompañado por el resto de los caños de LFC, Daniel Lozano y Naco Goldfinger. También contiene canciones como “Tango Traidor”, “Armas (para la paz)”, canciones que reflejan la situación social, el sentimiento de resistencia, la Guerra de las Malvinas, momentos por los que estaba atravesando la sociedad Argentina apenas salida de la dictadura militar que gobernó el país hasta el año 1983.
Luego de unos tres años sin grabar, en 1991, TTM volvieron al ruedo con Nena de Hiroshima, su segundo álbum de estudio. Aquí empieza a notarse un alejamiento del punk rock y el hardcore, empezando a definir un poco más la identidad musical del grupo. A pesar de ello, el disco sigue manteniendo ese perfil sombrío de su predecesor, como se aprecia en "Terror al cambio", "Fallas" o "El espejo". También hay una versión de The Doors, "Break on Through (To the Other Side)", en una versión en castellano. Este trabajo contó con la producción independiente de Jorge Iacobellis y las guitarras de Julio Amín. La producción artística estuvo a cargo de Amilcar Gilabert.

### La consagración:Dale aborigen(1994-1995)
A esto le siguió la invitación que le hiciera Manu Chao (líder de Mano Negra) a Fidel para embarcarse en la gira “Tren de hielo y fuego” que casi durante un año recorrió Colombia, mientras el grupo franco-español grababa Casa Babylon, un disco que finalmente sería el último del grupo. Fidel acompañó a Mano Negra por distintos lugares de Hispanoamérica, y tuvo una marcada influencia en el producto discográfico final (escribió la letra de "Bala perdida" y cantó algunos temas).
De vuelta a la Argentina y ya con Pablo “Dronkitmaster” como segunda voz y Pablo Potenzoni en la batería, TTM grabaron Dale aborigen en 1994. Producido por Guillermo Piccolini, en este trabajo participaron el propio Manu Chao, Fermin Muguruza (de la banda vasca Negu Gorriak), algunos músicos de Los Fabulosos Cadillacs y otros de Los Auténticos Decadentes. También participaron Alicia Dal Monte (hoy Alika) y Malena D'Alessio de Actitud María Marta en los temas "Trece" y "Scooby Doo". Puede decirse que aquí es donde el grupo mostró su definitiva madurez musical. La fusión entre estilos como el reggae, raggamufin, hip-hop, hardcore y otros ritmos así lo demuestran. Los temas más destacados son "Adelita" (una versión de la canción popular mexicana), "Alerta guerrillas", "Hijo nuestro", "Andate" y "Mate". Precisamente, el videoclip de "Mate" fue nominado a Mejor Video Latino en los MTV Video Music Awards 1995.
A partir de este trabajo logran salir de Argentina y hacer grandes giras internacionales. El álbum fue editado también en Estados Unidos y México, por donde realizaron una exitosa gira que pasó por el Distrito Federal, por Tijuana, por Guadalajara y Los Ángeles, con un total de 18 shows. Se presentaron también en las Francofolies '95, el desembarco del "nuevo rock francés" en Obras, con Sinclair, FFF y No One is Innocent, más el aporte local de Fito Páez y Los Fabulosos Cadillacs. El tema "Alma mía" sería incluido en la banda de sonido de Curdled, una película producida por Quentin Tarantino. Participaron del "Nuevo Rock Argentino", la gira que llevó a varios grupos pujantes por varias ciudades del interior. De unas presentaciones sobre la base de esta misma gira que hicieron en Cemento en 1995, sale el disco en vivo Argentina te asesina (1996) y fue el primer disco en vivo de la banda, cuyo arte de tapa muestra un collage fotográfico con el rostro de cientos de desaparecidos durante la última dictadura militar.

### TTM Discosy el final (1996-2000)
Es para esta época cuando Fidel, luego de un viaje a Jamaica, se junta con su hermano Amilcar y Pablito para poner sus letras y sus voces sobre originales jamaiquinos de diferentes ritmos tradicionales, utilizando sistemas básicos y “populares” de amplificación. Este proyecto se llamó Lumumba. En octubre de 1997, participaron del show en homenaje a los veinte años de las Madres de Plaza de Mayo en la cancha de Ferro, junto a León Gieco, Divididos, Las Pelotas, La Renga, Los Piojos, A.N.I.M.A.L., Attaque 77, Actitud María Marta, entre otros. Ese año se cumple un viejo deseo de editar sus discos por su propio sello "TTM Discos" recuperando los máster anteriores y editan a otras bandas como Cienfuegos (banda de Rotman), Karamelo Santo y la propia Lumumba. Ese mismo año editan Subversiones, un disco de covers y versiones que contiene temas como "Andate" (en cuatro remixes diferentes), además de una versión de Bob Marley y otro de The Clash, más otras interesantes versiones de otros grupos.
No fue hasta 1998 que lanzaron un nuevo material de estudio, El camino real, su cuarto disco de estudio; en este disco se encuentran temas como "Rasta Vive", "Dignidad" y "No te la vas a acabar". Los dos últimos cuentan con videoclips, como también el tema que da nombre al disco, que fue seleccionado para participar en los premios MTV en la categoría Vídeos en vivo. Además, el álbum contó con invitados como Manu Chao, Cristian Aldana y Fermin Muguruza.
Ese mismo año se separaron, Nadal profundizó en la cultura rastafari y editando algunos álbumes reggae con la participación de Molina, mientras Gamexane volvería al punk formando la banda Responsables No Inscriptos, y Pablo Potenzoni  participando en otros proyectos musicales. Finalmente la banda se separarían en el año 2000. Fidel siguió junto a Pablito en su proyecto “sound system”, entregado completamente a la religión rasta. Félix y Gamexane intentaron seguir con el espíritu de TTM dos años más tarde, bajo el nombre de "Los Muertos", para luego volver a presentarse en vivo usando el nombre original.

### El breve regreso y muerte deGamexane(2004-2011)
Luego de más de 4 años de inactividad Todos Tus Muertos vuelve a escena en el 2004 con Pablito Molina como único cantante, en el festival Quilmes Rock, en combinación con Los Auténticos Decadentes, con una formación que se llamó “Todos Tus Decadentes”. Si bien habían participado informalmente de algunos festivales, Todos Tus Muertos regresó a escena con Pablo Molina como único cantante en el marco del Festival Oye Reggae, en enero del 2006 en las sierras de Córdoba. Ese año giraron por México y editaron el disco Re-unión en vivo, en el que se pueden escuchar temas de todas las épocas más un inédito, la versión de Bob Marley y Lee Perry "Punky Reggae Party". Luego, continuaron con los shows con la formación Pablo Molina (voz); Félix Gutiérrez (bajo y coros); Gamexane Villafañe (guitarra y coros); Christian Fabrizio (batería) y Germán Álvarez (teclado y coros). A diez años, TTM regresó con un nuevo disco de estudio en 2010: Crisis mundial, con 11 temas inéditos y una versión de Bob Marley.
El 23 de noviembre de 2011, muere Horacio Villafañe («Gamexane»); a los 48 años, después de 15 días de estar internado en el Sanatorio Güemes de Buenos Aires (Argentina) a causa de una hemorragia digestiva, que los había obligado a cancelar una gira por México.
Después de la muerte de Villafañe, Todos Tus Muertos se disuelve definitivamente.

### Retorno del grupo con Fidel Nadal (2016)
En 2016, el grupo se volvió a juntar con su bajista original, Félix Gutiérrez, y el dúo vocal Fidel Nadal - Pablo Molina, quienes ya se habían reconciliado con la vuelta de Lumumba. El regreso fue marcado por un show el 18 de marzo de 2016 en Santiago, en el Teatro "La Cúpula". Al día siguiente, la banda se presentó en el festival Lollapalooza Chile. Luego de eso y pasadas algunas presentaciones en Colombia, y México, vuelven a la Argentina y anuncian una gira por distintos puntos importantes del país, concluyendo con un show en Capital Federal.
El 2 de septiembre de 2023, con un breve comunicado a través de las redes sociales, la familia de Pablo Molina compartió la noticia del fallecimiento del cantante a los 58 años, después de haber luchado varios meses contra el cancer. 

## Miembros
| Miembros actuales - Fidel Nadal – voz (1985–2000, 2016–presente) - Félix Gutiérrez – bajo, coros (1985–2000, 2004–2011, 2016–presente) - Germán Álvarez – teclados, coros (2004–2011, 2018–presente) - Maximiliano Lazbal – batería, percusión (2018–presente) - Ricardo Sanguinetti – guitarras (2016–presente) - Edgar Pérez – teclados (2021-presente) | Miembros anteriores - Pablo Molina † – voz, teclados, percusión (1994–2000, 2004–2011, 2016–2023) - Horacio "Gamexane" Villafañe † – guitarras, coros (1985–1990, 1993–2000, 2004–2011) - Jorge "Perro Viejo" Serrano – guitarras (1985–1986) - Julio Amin – guitarras (1990–1993) - Cristián Ruiz – batería, percusión (1985–1989) - Jorge Iacobellis – batería, percusión (1990–1993) - Pablo Potenzoni – batería, percusión (1993–2000) - Christian Fabrizio – batería, percusión (2004–2011) |

## Discografía

### Demos
- 1986: Noche agitada en el cementerio
- 2021: Demos 1985-1989[11]

### Álbumes de estudio
- 1988: Todos Tus Muertos
- 1991: Nena de Hiroshima
- 1994: Dale aborigen
- 1996: Subversiones
- 1998: El camino real
- 2010: Crisis mundial

### Álbumes en vivo
- 1995: Argentina te asesina
- 2006: Re-unión en vivo
- 2021: Noches Agitadas en el Parakultural[12]

### Recopilatorios
- 2008: Greatest Hits